# アイコン (ウェットン/ダウンズのアルバム)
『アイコン』(Icon)は、ジョン・ウェットンとジェフリー・ダウンズが2005年に連名で発表したスタジオ・アルバム。日本盤CD (MICP-10481)におけるアーティスト表記は、ウェットン/ダウンズとなっている。

## 背景
エイジアで共に活動していたウェットンとダウンズは、2001年に未発表音源集『Wetton Downes』（2017年には『Icon: Zero』というタイトルで再発された）をリリースし、2002年には1990年以来となるステージでの共演を果たした。そして、ダウンズはウェットンのソロ・アルバム『ロック・オヴ・フェイス』（2003年）に参加し、2004年には本作の制作に入った。レコーディングは主にサウサンプトンのAubitt Studiosで行われたが、一部ゲスト・ミュージシャンのパートはアメリカで別録りされており、アニー・ハズラムのボーカルはニュージャージー州のシナジー・スタジオ、イアン・マクドナルドのフルートはニューヨーク州のパイ・スタジオで録音された。
本作は日本で先行発売され、日本盤CDにはエイジアの曲「ヒート・オブ・ザ・モーメント」の再録音ヴァージョンがボーナス・トラックとして追加された。

## 評価
ブレット・アダムスはオールミュージックにおいて5点満点中3.5点を付け「ウェットンの豊かな声とダウンズのキーボードが、中核となるメロディとフックを提供しており、『アイコン』のサウンドがエイジアとよく似ていることには、誰も驚かないだろう」「『アイコン』収録曲の大部分は、エイジアの有名曲に見られた爆発的なエナジーはないミッド・テンポの曲だが、その事実がまた本作のアイデンティティとなっている」と評している。また、『CDジャーナル』のミニ・レビューでは「その音はまさに全盛期のエイジア・サウンドだが、何より無骨で哀愁感ただようジョンのヴォーカルの存在感は圧倒的」と評されている。

## 収録曲
特記なき楽曲はジョン・ウェットンとジェフリー・ダウンズの共作。
1. オーヴァーチュア:パラドックス〜レット・ミー・ゴー - "Overture: Paradox - Let Me Go" (John Wetton, Geoffrey Downes, Richard Palmer-James) - 6:28
2. ゴッド・ウォークス・ウィズ・アス - "God Walks with Us" - 4:40
3. アイ・スタンド・アローン - "I Stand Alone" - 6:08
4. ミート・ミー・アット・ミッドナイト - "Meet Me at Midnight" - 2:34
5. ヘイ・ジョセフィーヌ - "Hey Josephine" - 4:52
6. ファー・アウェイ - "Far Away" (J. Wetton, G. Downes, Dylan Wetton) - 4:04
7. プリーズ・チェンジ・ユア・マインド - "Please Change Your Mind" - 4:45
8. スリープ・エンジェル - "Sleep Angel" - 4:12
9. スプレッド・ユア・ウィングス - "Spread Your Wings" - 3:46
10. イン・ジ・エンド - "In the End" (J. Wetton, G. Downes, R. Palmer-James) - 4:46

### 日本盤ボーナス・トラック
1. ヒート・オブ・ザ・モーメント（2005ヴァージョン） - "Heat of the Moment (2005)" - 4:43

## 参加ミュージシャン
- ジョン・ウェットン - ボーカル、ベース
- ジェフリー・ダウンズ - キーボード
- ジョン・ミッチェル - ギター
- スティーヴ・クリスティ - ドラムス
- ヒュー・マクドウェル - チェロ
- イアン・マクドナルド - フルート
- アニー・ハズラム - ボーカル(on #3, #10)